# Pombal (Portugal)
Pombal is een stad en gemeente in het Portugese district Leiria.
De gemeente heeft een totale oppervlakte van 626 km² en telde 56.299 inwoners in 2001.
De stad telt circa 16.000 inwoners.

## Plaatsen in de gemeente
De gemeente bestaat uit de volgende freguesias:
- Abiul
- Albergaria dos Doze
- Almagreira
- Carnide
- Carriço
- Guia
- Ilha
- Louriçal
- Mata Mourisca
- Meirinhas
- Pelariga
- Pombal
- Redinha
- Santiago de Litém
- São Simão de Litém
- Vermoil
- Vila Cã